# 圣于连拉布鲁斯
圣于连拉布鲁斯（法語：Saint-Julien-Labrousse，法語發音：[sɛ̃ ʒyljɛ̃ la bʁus]）是法国阿尔代什省的一个旧市镇，位于该省中部偏北，属于罗讷河畔图尔农区。2019年1月1日，诺尼耶尔与市镇诺尼耶尔合并为新市镇贝尔桑特。

## 地名
法语人名“Julien”在日常人名译名以及《世界人名翻譯大辭典》、《法语姓名译名手册》等主流人名译名类书籍资料中译作“朱利安”，不过在《世界地名翻译大辞典》、《世界地名译名词典》和《法国地图册》等主流地名译名类书籍资料中译作“于连”。

## 地理
圣于连拉布鲁斯（44°55'6"N, 4°30'30"E）面积16.47 平方千米，位于法国奥弗涅-罗讷-阿尔卑斯大区阿尔代什省，该省份为法国东南部内陆省份，北起顺时针与卢瓦尔省、伊泽尔省、德龙省、沃克吕兹省、加尔省、洛泽尔省和上盧瓦爾省接壤。
与圣于连拉布鲁斯接壤的市镇（或旧市镇、城区）包括：博韦讷、沙朗孔、诺尼耶尔、圣巴泰勒米勒梅伊、圣巴西勒、圣让尚布尔、圣米歇尔多朗斯、圣普里。
圣于连拉布鲁斯的时区为UTC+01:00、UTC+02:00（夏令时）。

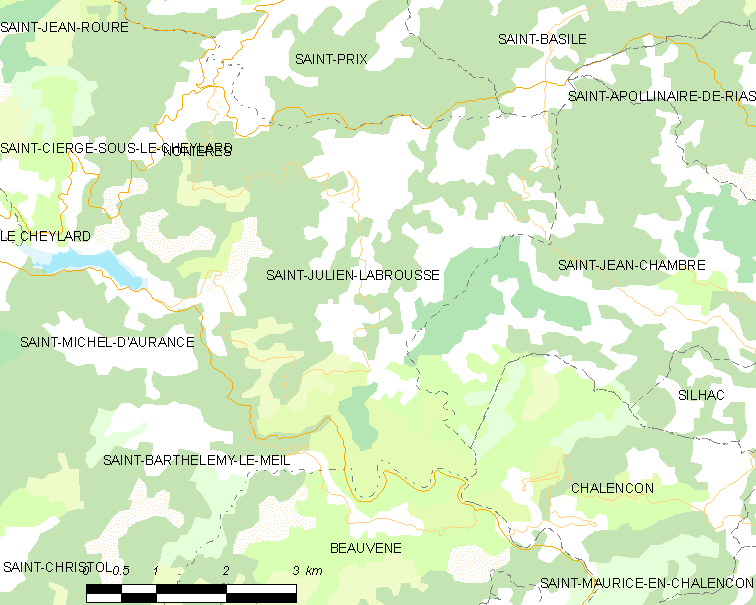
圣于连拉布鲁斯的OSM定位图

## 行政
圣于连拉布鲁斯的邮政编码为07160，INSEE市镇编码为07256。

## 政治
圣于连拉布鲁斯所属的省级选区为上埃里约县。

## 人口

1962-2008年间圣于连拉布鲁斯人口变化图示

圣于连拉布鲁斯于2018年1月1日时的人口数量为336人。